# Rurrenabaque
Rurrenabaque è un comune (municipio in spagnolo) della Bolivia nella provincia di General José Ballivián Segurola (dipartimento di Beni) con 18.947 abitanti (dato 2010).

## Cantoni
Il municipio è formato dall'unico cantone omonimo a sua volta suddiviso in 41 località.